# Cano (armas de fogo)

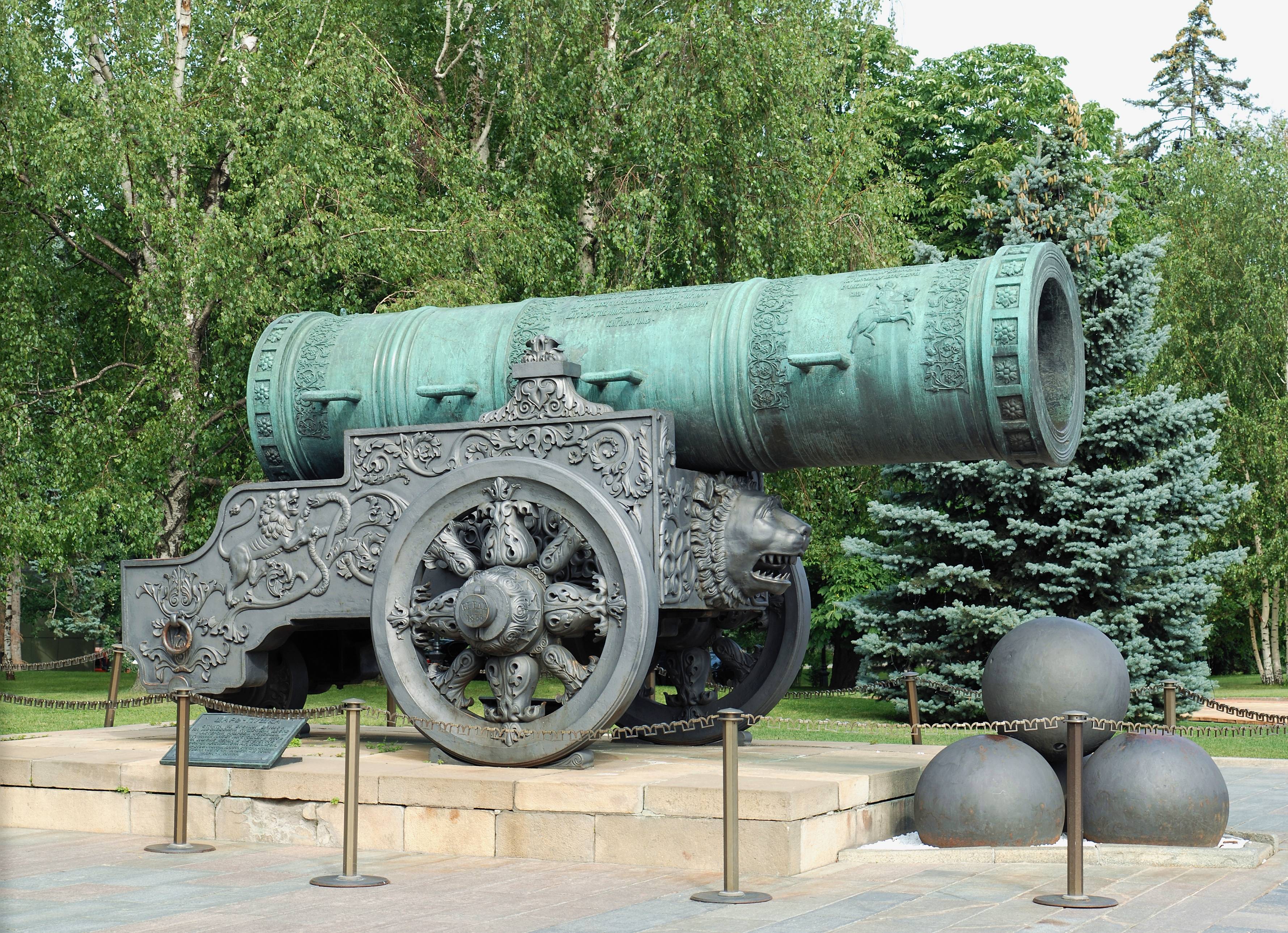
O canhão Tsar Pushka, com seu enorme cano exposto no Kremlin.

O cano é uma parte crucial das armas de fogo, tanto as de longo alcance, como as armas curtas. É o tubo reto por onde o tiro é efetuado e o projétil arremessado. Hoje em dia, os canos são geralmente feitos de metal rígido de alta resistência, através do qual uma rápida expansão contida de gás(es) de alta pressão é introduzida (via combustão do propelente ou compressão mecânica) atrás de um projétil a fim de impulsioná-lo para fora pela extremidade anterior ("boca" do cano) em alta velocidade. 
O interior oco do cano é chamado de "alma", e o diâmetro dessa "alma" é chamado de gáugio ou calibre, geralmente medido em polegadas ou milímetros. As primeiras armas de fogo foram feitas em uma época em que a metalurgia não era avançada o suficiente para produzir tubos capazes de suportar as forças explosivas dos primeiros canhões, então o tubo (muitas vezes construído com aduelas de metal) precisava ser reforçado periodicamente ao longo de seu comprimento para reforço estrutural, produzindo uma aparência que lembra um pouco os barris de armazenamento sendo empilhados, daí o nome em inglês "barrel".

## Histórico

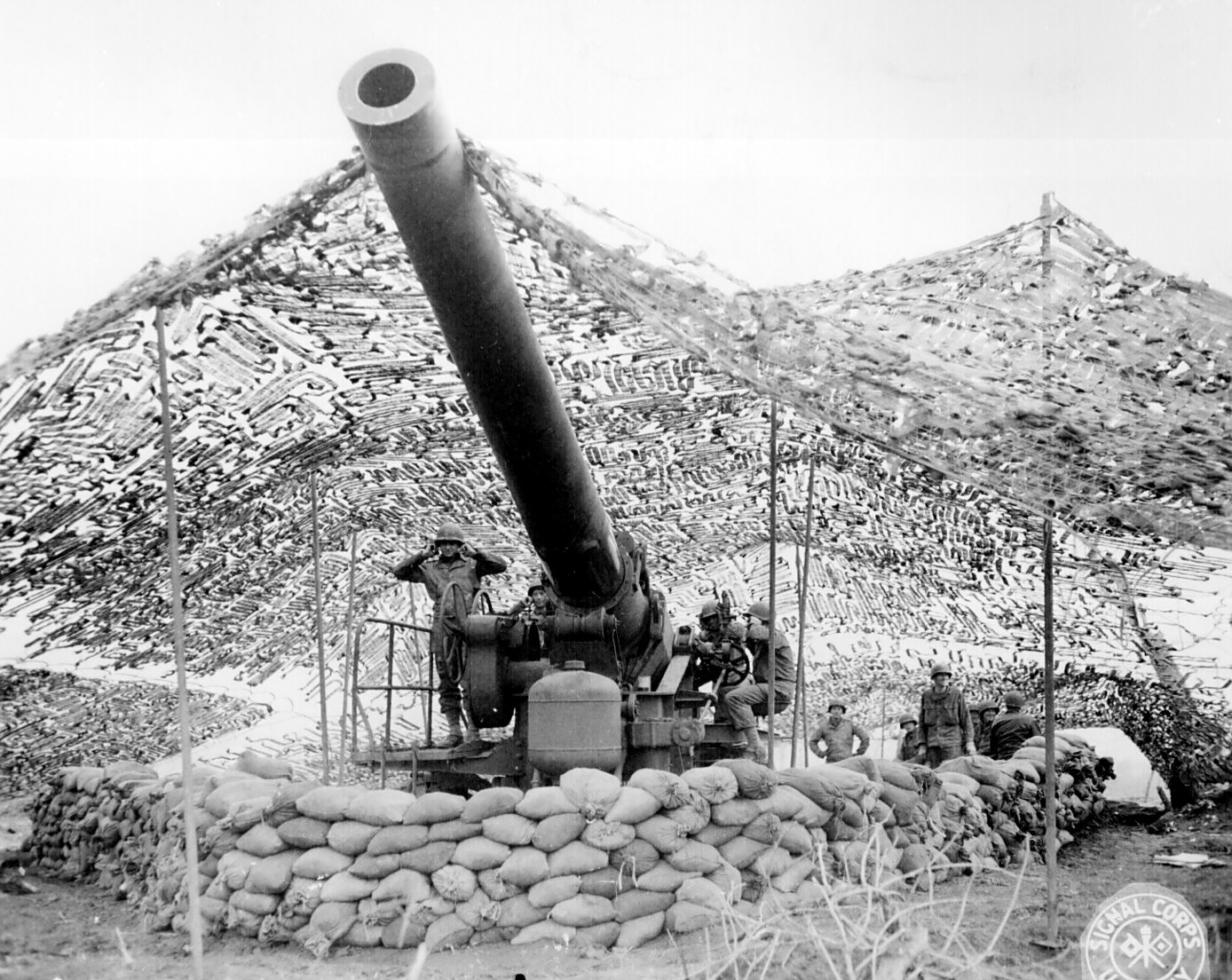
O cano de um obus de 240 mm em uso em 1944.

Os canos das armas geralmente são de metal. No entanto, os primeiros chineses, os inventores da pólvora, usaram o bambu, que tem um talo forte, naturalmente tubular e é mais barato de se obter e processar, como os primeiros canos de armas usando pólvora e projéteis, como as "lanças de fogo". Os chineses também foram os primeiros a dominar os canhões de ferro fundido e usaram a tecnologia para fazer as primeiras armas de fogo de infantaria - os canhões de mão. Os primeiros canhões europeus eram feitos de ferro forjado, geralmente com várias bandas de reforço de metal enroladas em anéis circulares de ferro forjado e depois soldados em um cilindro oco. Bronze e latão eram preferidos pelos armeiros, em grande parte por causa de sua facilidade de fundição e sua resistência aos efeitos corrosivos da combustão de pólvora ou água salgada quando usados em navios de guerra.
As primeiras armas de fogo eram por antecarga, carregadas pela "boca" do cano, com a pólvora e depois a bala inseridas na parte frontal do cano, e eram capazes apenas de uma cadência de tiro baixa devido ao processo de carregamento pesado. Os desenhos de armas por retrocarga inventados posteriormente proporcionavam uma taxa de tiro mais alta, mas as primeiras armas por retrocarga não tinham uma maneira eficaz de vedar os gases que escapavam da extremidade posterior (culatra) do cano, reduzindo a velocidade de saída disponível para o projétil. Durante o século XIX, bloqueios de culatra eficazes foram desenvolvidos para selar as culatras de armas por retrocarga contra o escape de gases propelentes.
Os primeiros canhões eram muito grossos para seu calibre. Isso ocorria porque os defeitos de fabricação, como bolhas de ar presas no metal, eram comuns na época e desempenhavam fatores-chave em muitas explosões de armas; esses defeitos tornavam o cano muito fraco para suportar as pressões de disparo, fazendo com que ele falhasse e se fragmentasse de forma explosiva.

## Componentes
As partes que compõem um cano são:
- Câmara: a parte traseira do cano onde o cartucho é encaixado para o disparo.
- Alma: a parte interna do cano, que pode se lisa ou estriada.
- Boca: a parte frontal do cano por onde o projétil sai quando o disparo é efetuado.